# Три хвилини
Три хвилини — четвертий сингл українського гурту Друга Ріка з альбому «Рекорди», яку було випущено у 2006 році. Композиція існує у двох версіях аранжування. Перша — альбомна, у котрій основними інструментами виступили акустична гітара та електричне піаніно, а друга — синглова (відео), яка має більш електронне аранжування. Саме у такому вигляді вона виконується на концертах гуртом. Синглова відео версія потрапила на альбом-збірку «Денніч» (2006).
У 2007 році, на основі відео-версії пісні, гурт виконав дуетом із джазовим вокальним сикстетом Jazzex оновлену версію пісні, яка увійшла на альбом «Bee Jazzex».

## Музичний кліп
На підтримку пісні було знято відеокліп. Ця робота стала першою для Віктора Скуратовського, котрий у майбутньому зніматиме ледь не кожен кліп гурту та співпрацюватиме із багатьма українськими виконавцями.

## Список композицій
| #  | Назва                          | Тривалість |
| -- | ------------------------------ | ---------- |
| 1. | «Три хвилини»                  | 3:41       |
| 2. | «Три хвилини (Відео версія)»   | 3:50       |
| 3. | «Три хвилини (Дует із Jazzex)» | 3:46       |

## Учасники запису
Друга Ріка
- Валерій Харчишин — вокал, флогельгорн
- Олександр Барановський — гітара
- Дорошенко Олексій — ударні
- Біліченко Сергій — гітара
- Віктор Скуратовський — бас-гітара
- Сергій Гера — клавішні, бек-вокал

Запрошені музиканти
- Віталій Телезін — rhodes piano